# Римский форум

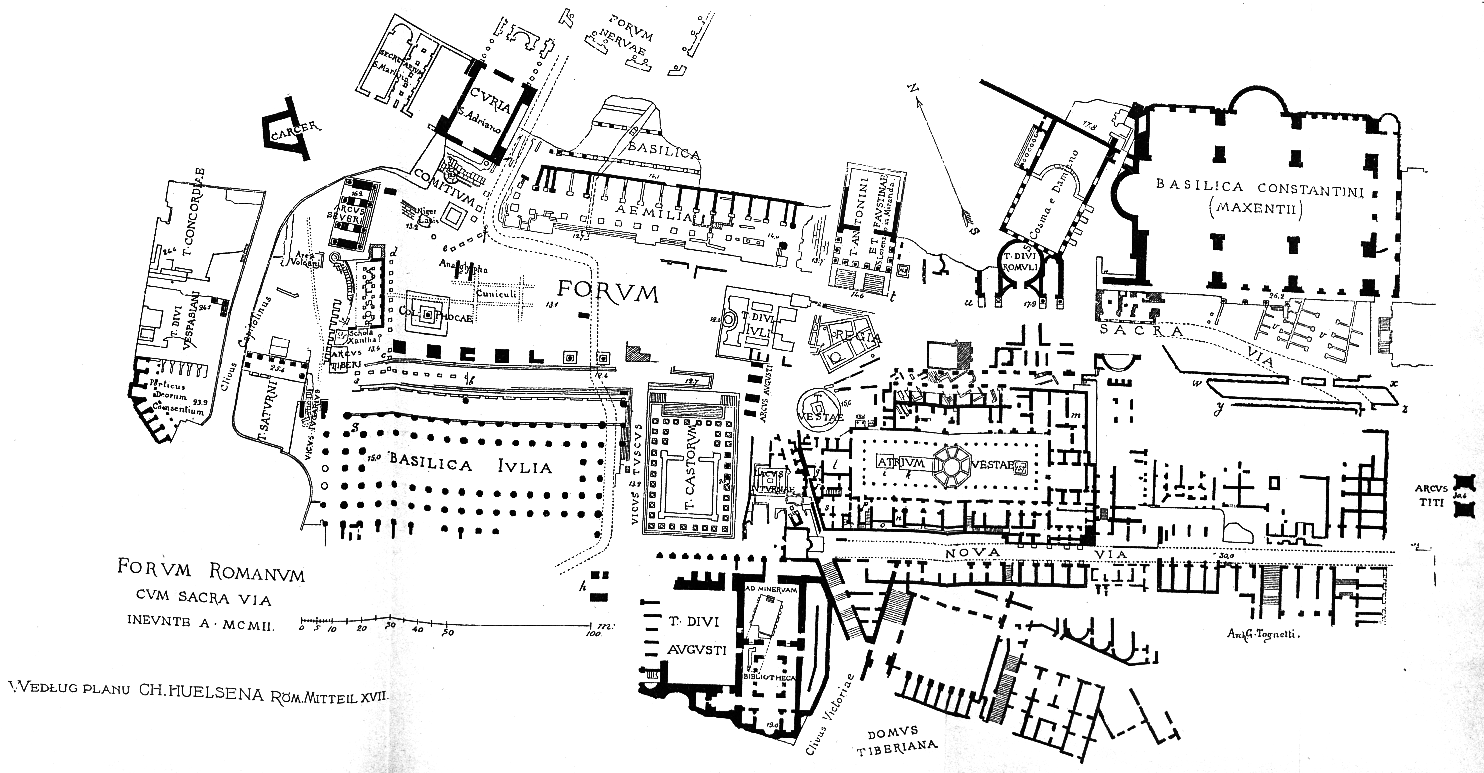
Реконструированный план римского форума. 1902 год

Ри́мский фо́рум (лат. Forum Romanum) — форум в центре Древнего Рима вместе с прилегающими зданиями. Первоначально на нём размещался рынок, позже он включил в себя комиций, курию и приобрел политические функции.

## История

### Начало
Форум расположен в долине между холмом Палатином и Велиа с южной стороны, холмом Капитолием на западе, Эсквилином и склонами Квиринала и Виминала. Раньше это была пустынная болотистая местность с многочисленными источниками и ручьём Велабр. До середины VIII века до н. э. это место использовалось для захоронений, в то время как поселения располагались на близлежащих холмах.
Место было осушено во времена правления царя Тарквиния Древнего благодаря масштабным работам по строительству сточных канав и прокладке Большой Клоаки, соединенной с дренажной системой. После осушения области началось строительство Форума, одна часть которого предназначалась для лавок, другая — для публичных церемоний, религиозных праздников, проведения выборов в канцелярии и магистраты, для ораторских трибун и вынесения приговоров осужденным.
К древнейшим объектам относятся: алтарь вулканал, чёрный камень (лат. Lapis Niger), фундамент святилища Венеры-Клоакины, фундамент Регии.

### Республиканский период

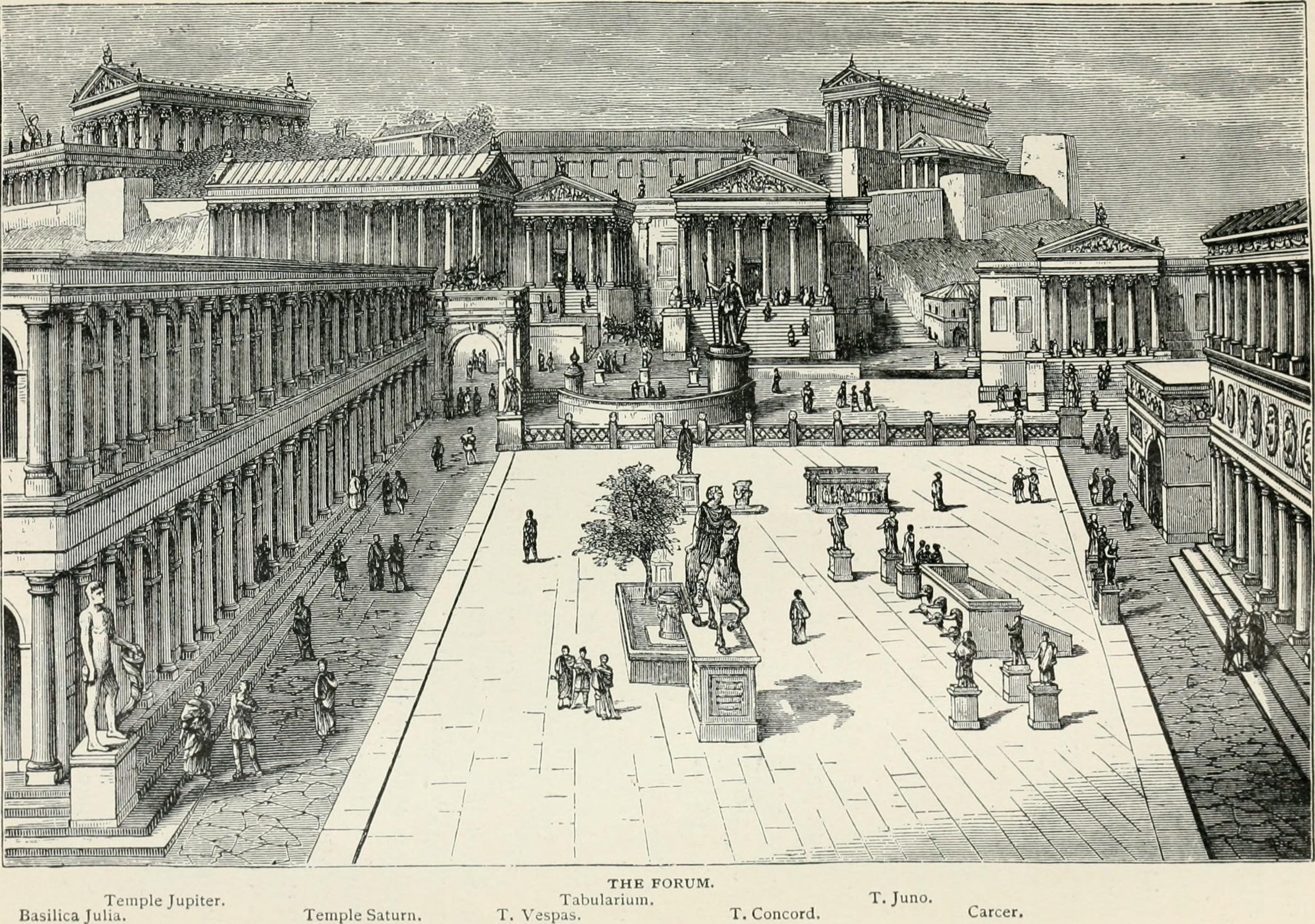
Римский Форум, реконструкция (из книги, 1885)

Форум в республиканский период стал центром политической, религиозной и экономической жизни Рима. После Пунических войн в связи с перепланировкой города Форум приобрёл новый облик. Были построены заново храм Кастора и Поллукса и проложены новые дороги, чтобы обеспечить связь между Форумом и другими районами города.
Дома аристократов находились у северных склонов Палатина и Велии, а также дом великого понтифика в южной части Священной дороги, дом Цицерона; в южной части Форума располагался дом Сципионов, который в середине II века до н. э. уступил место базиликам. Три большие базилики были возведены вокруг центральной площади: во II веке до н. э. здесь воздвигли базилики Порция, Семпрония и Эмилия; в помещениях бывших таверн и лавок мясников стали располагаться лавки менял (лат. argentarii); в храме Сатурна стала располагаться сокровищница Рима, а в храме Юноны чеканились монеты. В базиликах проходили массовые собрания и судебные процессы. Однако в республиканский период они проходили чаще всего не в здании, а на открытых площадках, например, комиции. Процессы проходили также в других освящённых и символичных местах около небольших древних святилищ.
Во II веке до н. э. на Форуме стали всё больше возводиться статуи и монументы, восхваляющие представителей политической элиты Рима. Эта традиция достигла таких масштабов, что по решению цензоров в 158 году до н. э. все подобные монументы на Форуме и окрестностях были удалены, если их возведение не было одобрено сенатом и народом. До конца II века до н. э. Форум оставался местом, где чтились достижения граждан Рима. Однако, уже в I до н. э. стал площадкой для борьбы отдельных политиков. Так диктатор Сулла построил на месте курии Гостилия новую курию и назвал её своим именем — курия Корнелия; Гай Юлий Цезарь возвёл на этом месте храм Фелицитас и на комиции новую курию Юлия.

### Имперский период

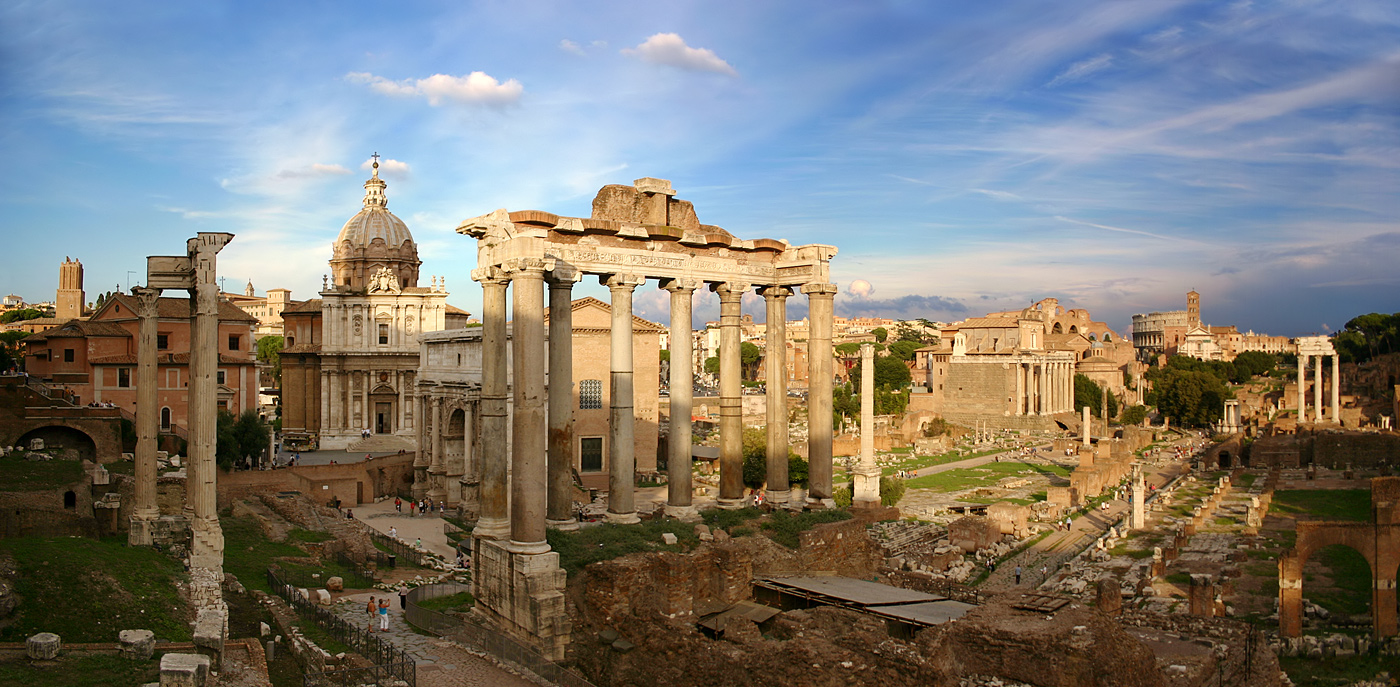
Римский форум, в центре — колонны храма Сатурна, на заднем плане — триумфальная арка Септимия Севера

В эпоху правления Августа, в результате постепенной разновременной застройки, форум достиг таких огромных размеров, что превратился в центр деловой, религиозной и общественной жизни города. При Августе было возведено множество монументов в честь победы над Антонием и Помпеем (арка Августа, Columna Rostrata), а также в честь обожествлённого приёмного отца Августа — Юлия Цезаря (храм Цезаря, Ростра обожествлённого Юлия). «Золотой мильный камень» и «пуп города» стали указывать на центр города и римского мира.
Затем был долгий период спада активности Форума, и новый расцвет наступил в эпоху правления Максенция и Константина, давших указание построить базилику Ромула и базилику Константина. Форум подвергался разрушениям в результате нашествий варварских племён, в особенности готов (в 410 году н. э.) и вандалов (в 455 году н. э.).
Судебные разбирательства в эпоху империи были полностью перенесены в базилики. Суды посещали студенты и риторы. Посетители сидели во время процесса на скамьях и ступенях. На Форуме рассматривались уголовные дела, в том числе в присутствии императоров, а также приводились в исполнение приговоры. С республиканского периода на Форуме совершались казни. Цицерон требовал перенести казни на Марсово поле, чтобы не запятнать святилищ кровью преступников. Казни проводились, однако, ещё до конца I века. Казнили преступников и без посторонних у мамертинской тюрьмы, затем тело выставляли для показа на Гемониевой террасе.

### Средневековье — настоящее время

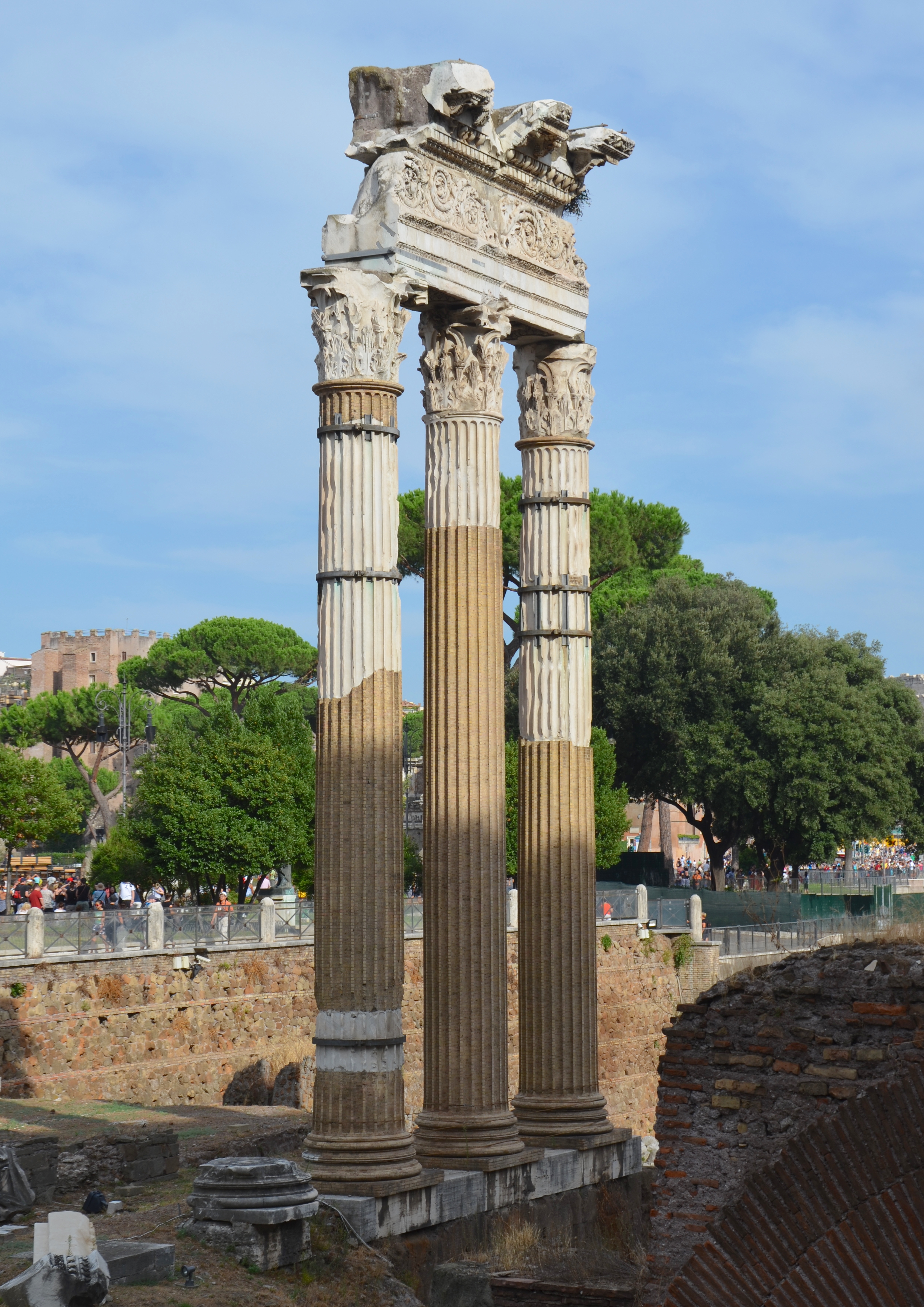
Колонны храма Венеры

С возникновением христианства первые христиане стали возводить на месте Форума свои церкви, в числе которых церковь Св. Вакха и Св. Сергия на Священной дороге, церковь Св. Адриана в здании курии и церковь Санти Козма э Дамиано на месте храма Мира, в базилике Юлии — церковь Санта-Мария-ин-Каннапара, в храме Сатурна — Сан-Сальваторе-де-Статера, в храме Антонина и Фаустины — Санта-Мария-ин-Миранда.

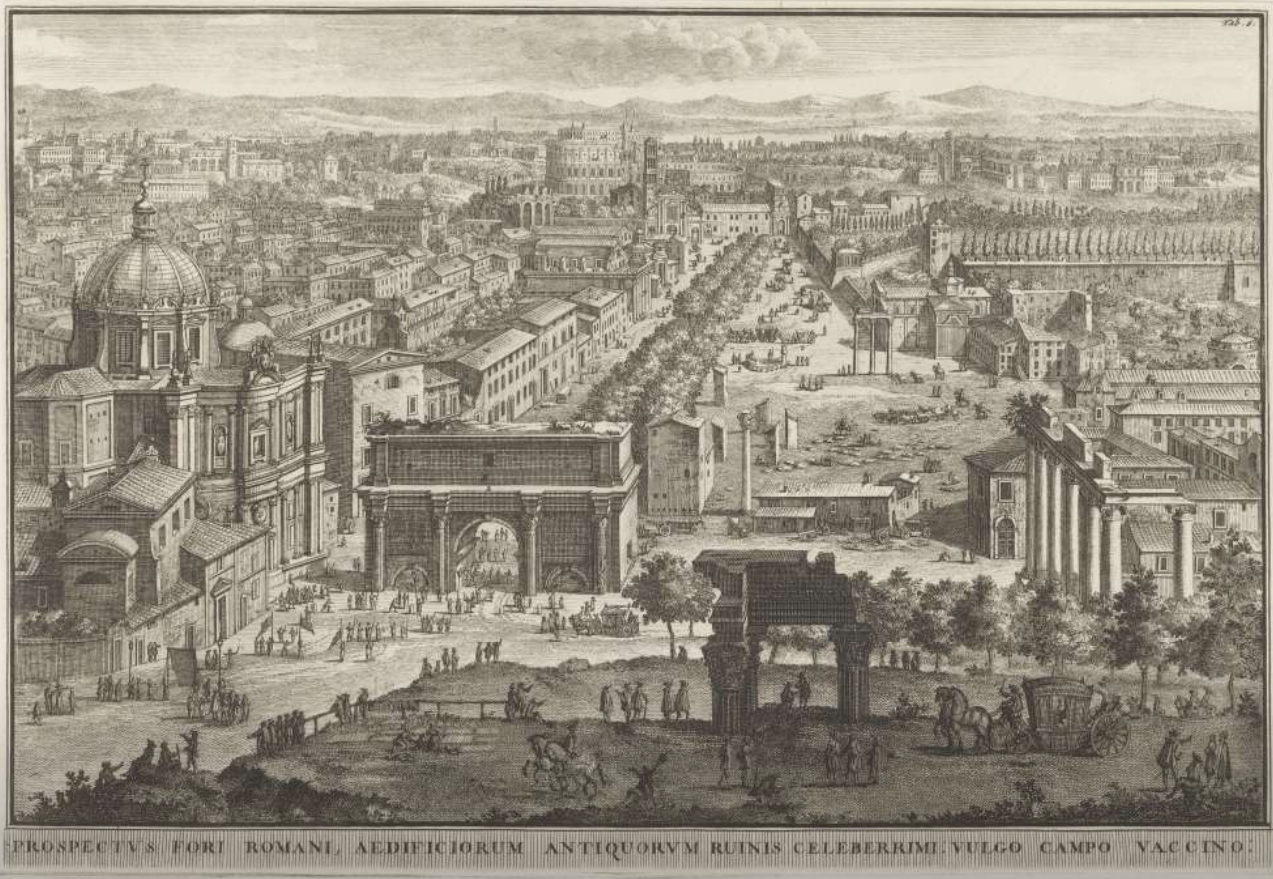
Римский форум на гравюре начала XVIII века.

Около VIII века Форум полностью потерял своё значение и постройки стали использоваться в других целях. Так в северо-западной части базилики Юлия были выстроены мастерские с печами для обжига. Из материала античных построек строились конюшни и дома. Со временем Форум был полностью заброшен. Часть обрушившихся зданий была использована жителями для строительства домов, но большинство развалин было уничтожено. В Средние века на этом месте пасли скот, откуда возникло название Кампо Ваччино.
В XII веке в восточной части Форума возникли крепостные сооружения семьи Франьипани, частью которых стала также арка Тита.
Лишь в Ренессанс снова возник интерес к постройкам на Форуме, в это время были изданы первые труды по топографии античного Рима. Одновременно однако шло дальнейшее разграбление античных руин, материал использовался в том числе для строительства новых церквей.
В XIX и XX веках на Форуме начались крупномасштабные раскопки: французскими археологами в 1803 году — арки Септимия Севера, до 1836 года — храмов Сатурна, Веспасиана, Диоскуров и Конкордии. С 1870 года раскопки стали вестись систематически в основном в слоях поздней античности — IV и V веков. В 1898 году Бони начал проводить раскопки комиции, базилики Эмилия, древнего кладбища, храма Весты и источника Ютурны. В период фашистского режима интерес ограничивался прежде всего монументами царского периода. Зачастую раскопки проводились лишь поверхностно, с нарушением нескольких слоёв, мелкие предметы выбрасывались, что привело к значительной потере информации о памятниках.

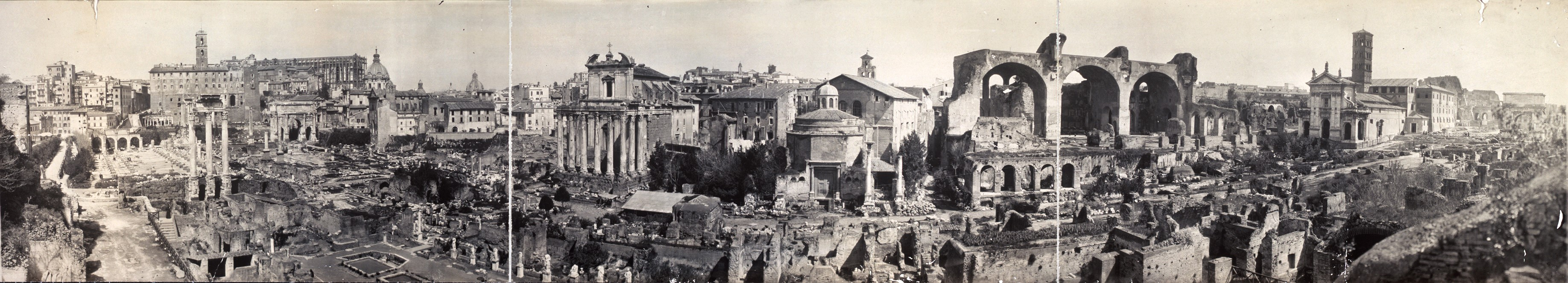
Античный Форум. Полный панорамный вид. 1909 год.

## Архитектура

### Храмы

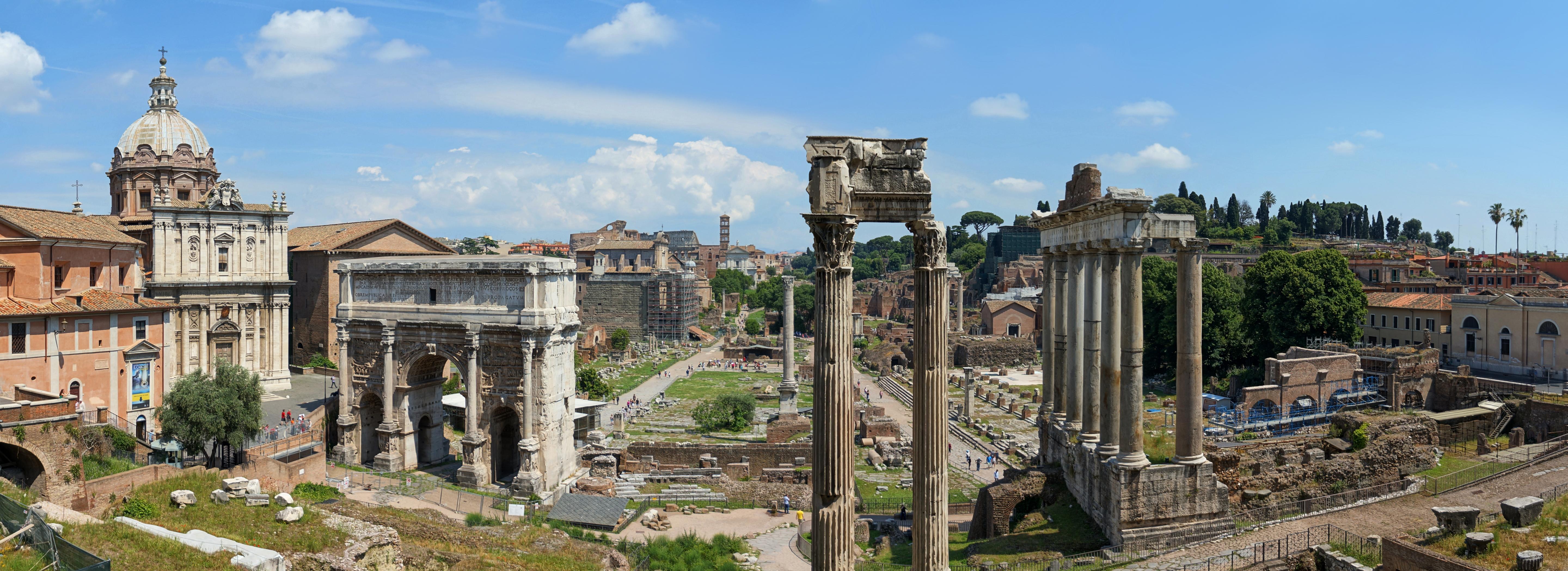
Панорама римского Форума. 2012 год.

- Храм Сатурна — один из древнейших храмов Рима.
- Храм Диоскуров
- Храм Весты
- Храм Венеры и Ромы
- Храм Антонина и Фаустины
- Храм Цезаря
- Храм Веспасиана
- Храм Конкордии
- Святилище Венеры-Клоакины

### Арки
- Арка Тита находится в восточной части Форума к югу от Храма Венеры и Ромы.

Эпиграф, сделанный на арке со стороны Колизея сообщает, что она была посвящена Титу, возможно, после его смерти в 81 году н. э., его братом и преемником Домицианом в память о победе над иудеями в 70 году. Однопролётная арка (15,40 м высотой, 13,50 м шириной и 4,75 м глубиной) облицована белым мрамором из Аттики (травертиновые пилоны относятся ко времени реставрации Валадье, 1822 г.); вход в неё с двух сторон обрамляют четыре полуколонны с композитными капителями.
- арка Септимия Севера
- арка Тиберия

### Базилики

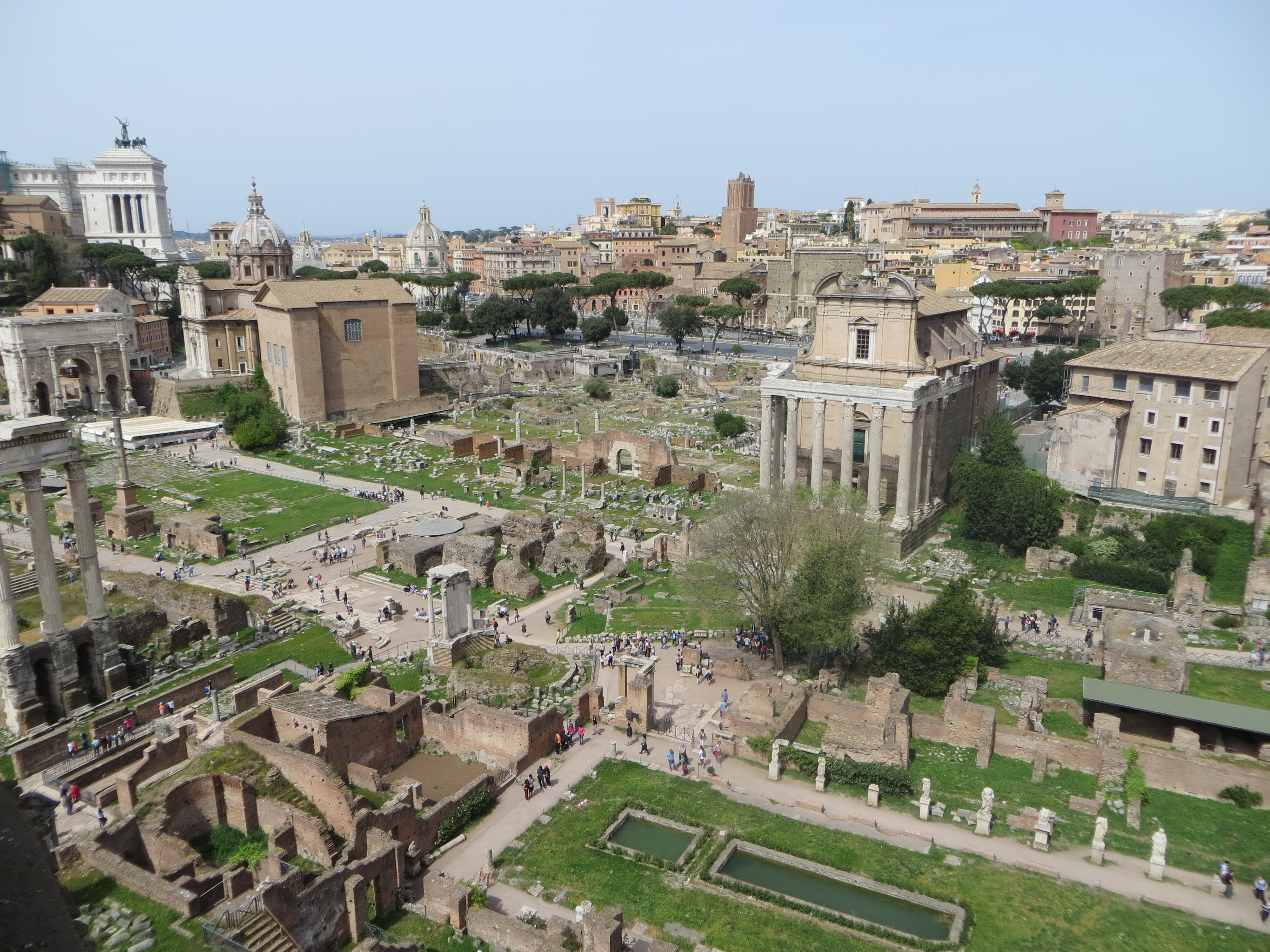
Строения римского Форума, 2016

- Базилика Максенция и Константина — самое большое здание Римского Форума
- Базилика Юлия
- Базилика Эмилия

### Другие сооружения
- Umbilicus urbis — «пуп города»
- Регия
- Ростра
- Курия Юлия
- Табуларий
- Milliarium Aureum — «золотой мильный камень»
- Ляпис нигер
- Дом весталок
- Via Sacra — главная дорога римского Форума.
- Колонна Фоки — колонна коринфской капители, посвящённая византийскому императору Фоке.
- Мамертинская тюрьма
- Вулканал — алтарь Вулкана, одно из старейших святилищ Рима.
- Озеро Курция — легендарное место на Форуме.
- Источник Ютурны — некогда источник и алтарь нимфы Ютурны.
- Склады Агриппы — здание продовольственных складов

### Несохранившиеся постройки
- храм Януса — храм, двери которого закрывались во время мира и оставались открытыми во время войны.
- Храм Юпитера Статора — храм, построенный Ромулом.
- Комиций — в республиканский период — место для народных собраний.
- арка Августа
- Базилика Порция — первая базилика в Риме.
- Базилика Семпрония — республиканская базилика — предшественница базилики Юлия.
- Конная статуя Домициана — бронзовая статуя императора в центре Форума.
- Склады специй — склады для специй, на месте которых позднее была построена базилика Максенция.